# Фраат II (цар Парфії)
Фраат II (парф. Frahāt) (132 р. до н. е. — 127 р. до н. е.) — великий цар Парфії, шостий правитель з династії Аршакідів. Син Мітрідата (I).
Фраат отримав від свого батька Мітрідата велике царство з не менш великою кількістю проблем — на сході Парфія була під тиском кочових племен саків, на західних територіях великою проблемою був сепаратизм місцевих еліт. Перші декілька місяців, зважаючи на свій вік, Фраат правив за участі своєї матері Рінну. Саме в цей час правитель інкорпорованого до складу Парфії царства Персіда отримав царський титул. Ситуація значно погіршилася, коли у 130 р. до н. е., сирійський цар Антіох VII Сидет, зібравши величезну армію, вдерся до Парфії. Протягом того року Антіох VII тричі вщент розбивав парфянське військо та окупував майже всі західні частини Парфії — Межиріччя та Мідію. Внаслідок цієї блискучої кампанії Антіох VII додав титул Великий. З приходом зими сирійське військо було розділено по містах Мідії. Утримання величезної армії призвело до повстання, яке підтримувалось Фраатом. У 129 р. до н. е., з наступом весни, військові дії поновилися. Для підсилення власної армії Фраат найняв саків. Весною, ще донедавна непереможна армія Антіоха, вже була повністю деморалізована та перебувала у жахливому стані. Під час першої ж битви військо сирійців, зазнавши тотальної поразки, розбіглося, а цар Антіох загинув за невизначених обставин. Загрозу з заходу було ліквідовано, але виникла проблема з саками, які змогли прибути до Фраата лише по завершенню бойових дій. Опис подальших подій дійшов до нас у епітомах Юстина на твір Помпея Трога «Historiae Philippicae».

| «XLII. 1. (2)… скіфів було призвано за платню на допомогу парфянам проти Антіоха, царя Сирії, але з'явилися, коли війну було закінчено. Їх було безпідставно звинувачено в тому, що вони запізнилися з допомогою та відмовлено в обумовленій оплаті. Скіфи, невдоволені тим, що дарма робили таку далеку подорож, почали вимагати аби їм сплатили обумовлене, або скерували на іншого ворога. Ображені гонористою відмовою, скіфи почали грабувати парфянські землі. (3) Тому Фраат виступив проти них… (4) А сам Фраат повів з собою на війну військо з греків, яких полонив під час війни з Антіохом та з яким поводився гонористо та жорстоко… (5) Тому, коли греки побачили, що бойова лінія парфян затремтіла, вони перекинулися до скіфів та відплатили довгоочікуваною помстою за полон, знищивши у кривавій різанині й парфянське військо, й самого Фраата.»[6] |
По смерті Фраата влада перейшла до його стрия Артабана. Території Дрангіани. Гедросії та Арахозії були остаточно захоплені саками та на декілька десятиліть вийшли з-під контролю Аршакідів.